# Генрік Лундквіст
Генрік Лундквіст (швед. Henrik Lundqvist; 2 березня 1982, м. Оре, Швеція) — шведський хокеїст, воротар.
Брат-близнюк Джоела Лундквіста.
Вихованець хокейної школи ХК «Ярпенс». Виступав за ХК «Фрелунда», Нью-Йорк Рейнджерс.
У складі національної збірної Швеції учасник зимових Олімпійських ігор 2006 і 2010, учасник чемпіонатів світу 2003, 2004, 2005 і 2008, учасник Кубка світу 2004. У складі молодіжної збірної Швеції учасник чемпіонатів світу 2001 і 2002. У складі юніорської збірної Швеції учасник чемпіонату світу 2000.
Досягнення
- Срібний призер чемпіонату світу (2003, 2004).
- Чемпіон Швеції (2003, 2005).
- Олімпійський чемпіон (2006).
- Учасник матчу всіх зірок НХЛ (2009, 2011).
- Срібний призер Зимових Олімпійських ігор 2014.
- Чемпіон світу в складі національної збірної Швеції 2017.